# 아이진 (기업)
아이진(Eyegene)는 대한민국의 기업이다. 본사는 경기도 의왕시 양지편2로 13, 2층 (청계동, 한국비엠아이 빌딩)에 위치해 있다.
 대표이사는 최석근이다.

## 참고 문헌
1. ↑  김찬혁, 아이진, 최석근 대표 신규 선임, 청년의사, 2024.02.21
2. ↑  하나증권 아이젠, 2017년 9월 11일
3. ↑  남대열, 아이진, 한국비엠아이서 150억 투자 유치…최대주주 변경, 히트뉴스, 2023.12.13